# Космос-1553
Космос-1553 је један од преко 2400 совјетских вјештачких сателита лансираних у оквиру програма Космос.
Космос-1553 је лансиран са космодрома Плесецк, СССР, 17. маја 1984. Ракета-носач Космос је поставила сателит у орбиту око планете Земље. Маса сателита при лансирању је износила 810 килограма. Космос-1553 је био војни навигациони сателит.